# Zasada Poole’a
Zasada Poole’a – wykorzystywana w polityce gospodarczej do wyboru odpowiednich instrumentów, służących stabilizacji poziomu PKB, kierując się rodzajem szoków, jakim poddawana jest gospodarka. Najbardziej efektywny wybór instrumentu zależy od rodzaju szoku, jakiemu poddana została gospodarka. W przypadku szoku realnego (tj. oddziaływającego poprzez rynek produktu) lepszym instrumentem do stabilizowania poziomu PKB jest kontrola podaży pieniądza. W przypadku szoku monetarnego (tj. oddziaływającego poprzez rynek pieniężny) lepszym instrumentem jest kontrola stopy procentowej.